# Ginnastica ai Giochi della XXIX Olimpiade - Qualificazioni maschili
Il turno di qualificazione è servito per stabilire le finaliste dei concorsi generali e di ogni specialità. Si è svolto il 9 agosto allo Stadio Coperto Nazionale di Pechino.

## Risultati dei qualificati

### Concorso a squadre
| Pos | Nazione       | Corpo libero | Cavallo | Anelli | Volteggio | Parallele | Sbarra | Totale  |
| --- | ------------- | ------------ | ------- | ------ | --------- | --------- | ------ | ------- |
| 1st | Cina          | 60.925       | 61.200  | 62.850 | 65.325    | 63.300    | 61.075 | 374.675 |
| 2nd | Giappone      | 61.675       | 58.625  | 60.500 | 64.125    | 63.150    | 61.475 | 369.550 |
| 3rd | Russia        | 60.475       | 57.400  | 60.625 | 64.300    | 63.100    | 60.325 | 366.225 |
| 4th | Corea del Sud | 61.025       | 59.450  | 60.225 | 63.725    | 63.650    | 57.600 | 365.675 |
| 5th | Germania      | 61.100       | 58.900  | 60.000 | 64.375    | 61.500    | 59.800 | 365.675 |
| 6th | Stati Uniti   | 59.900       | 57.325  | 60.550 | 63.850    | 62.300    | 61.275 | 365.200 |
| 7th | Francia       | 59.025       | 55.825  | 58.975 | 64.650    | 62.175    | 60.550 | 361.200 |
| 8th | Romania       | 61.175       | 55.900  | 59.850 | 65.325    | 60.050    | 57.050 | 359.350 |

### Concorso individuale
| Pos  | Atleta                       | Corpo libero | Cavallo | Anelli | Volteggio | Parallele | Sbarra | Totale |
| ---- | ---------------------------- | ------------ | ------- | ------ | --------- | --------- | ------ | ------ |
| 1st  | Yang Wei                     | 15.400       | 15.425  | 16.225 | 16.550    | 15.350    | 14.925 | 93.875 |
| 2nd  | Fabian Hambüchen             | 15.800       | 13.100  | 14.975 | 16.300    | 16.050    | 16.200 | 92.425 |
| 3rd  | Kim Dae-eun                  | 15.500       | 14.725  | 15.450 | 16.050    | 16.050    | 14.625 | 92.400 |
| 4th  | Kōhei Uchimura               | 15.725       | 14.100  | 14.675 | 16.200    | 16.025    | 15.325 | 92.050 |
| 5th  | Kōki Sakamoto                | 14.950       | 14.925  | 15.525 | 16.200    | 15.625    | 14.725 | 91.950 |
| 6th  | Sergej Chorochordin          | 14.975       | 14.800  | 15.075 | 15.725    | 15.875    | 15.350 | 91.800 |
| 7th  | Jonathan Horton              | 15.350       | 13.925  | 15.325 | 15.950    | 15.525    | 15.575 | 91.650 |
| 8th  | Chen Yibing                  | 14.725       | 14.475  | 16.525 | 16.275    | 15.075    | 14.525 | 91.600 |
| 9th  | Benoît Caranobe              | 15.125       | 14.250  | 15.100 | 16.500    | 15.275    | 14.675 | 90.925 |
| 10th | Rafael Martínez              | 15.550       | 14.800  | 14.325 | 15.750    | 15.100    | 15.275 | 90.800 |
| 11th | Dmitry Savitski              | 14.375       | 14.525  | 15.175 | 16.300    | 15.700    | 14.575 | 90.650 |
| 12th | Luis Rivera Rivera           | 15.125       | 14.750  | 15.250 | 16.225    | 14.575    | 14.675 | 90.600 |
| 13th | Maksim Devjatovskij          | 15.300       | 13.300  | 15.375 | 15.825    | 15.425    | 15.125 | 90.350 |
| 14th | Jose Luis Fuentes Bustamante | 14.150       | 15.525  | 14.850 | 15.675    | 15.375    | 14.750 | 90.325 |
| 15th | Flavius Koczi                | 15.125       | 14.400  | 13.950 | 16.600    | 15.075    | 15.025 | 90.175 |
| 16th | Kim Soo-Myun                 | 15.575       | 13.800  | 14.175 | 16.025    | 15.350    | 14.975 | 89.900 |
| 17th | Alexander Artemev            | 14.875       | 15.250  | 13.675 | 15.825    | 15.175    | 14.925 | 89.725 |
| 18th | Nathan Gafuik                | 15.225       | 13.800  | 14.250 | 16.175    | 15.450    | 14.825 | 89.725 |
| 19th | Philipp Boy                  | 14.450       | 14.675  | 14.650 | 16.200    | 15.125    | 14.375 | 89.475 |
| 20th | Anton Fokin                  | 14.325       | 14.725  | 14.825 | 15.625    | 16.150    | 13.625 | 89.275 |
| 21st | Adam Wong                    | 14.900       | 14.375  | 14.500 | 15.650    | 15.125    | 14.575 | 89.125 |
| 22nd | Daniel Keatings              | 14.900       | 15.175  | 13.775 | 15.625    | 14.900    | 14.575 | 88.950 |
| 23rd | Enrico Pozzo                 | 14.800       | 14.325  | 14.250 | 15.700    | 14.750    | 14.850 | 88.675 |
| 24th | Thomas Bouhail               | 15.125       | 13.850  | 13.700 | 16.625    | 14.675    | 14.575 | 88.550 |

#### Riserve
Le reserve erano:
- Alexandr Shatilov (29th)
- Matteo Morandi (31st)
- Daniel Popescu (32nd)
- Denis Savenkov (33rd)

### Corpo libero
| Pos | Atleta            | Punteggio A | Punteggio B | Penalità | Totale |
| --- | ----------------- | ----------- | ----------- | -------- | ------ |
| 1st | Diego Hypólito    | 6.600       | 9.350       |          | 15.950 |
| 2nd | Marian Drăgulescu | 6.900       | 9.025       |          | 15.925 |
| 3rd | Gervasio Deferr   | 6.500       | 9.325       |          | 15.825 |
| 4th | Fabian Hambüchen  | 6.500       | 9.300       |          | 15.800 |
| 5th | Kōhei Uchimura    | 6.500       | 9.225       |          | 15.725 |
| 6th | Zou Kai           | 6.700       | 9.100       | 0.100    | 15.700 |
| 7th | Anton Golocuckov  | 6.500       | 9.100       |          | 15.600 |
| 8th | Alexandr Shatilov | 6.600       | 9.000       |          | 15.600 |

#### Riserve
- Kim Soomyun (9th: 6.700 A, 8.875 B, 15.575 Totale)
- Rafael Martínez (10th: 6.400 A, 9.150 B, 15.550 Totale)
- Kyle Shewfelt (11th: 6.500 A, 9.025 B, 15.525 Totale)

### Volteggio
| Pos | Atleta            | Volteggio 1 | Volteggio 1 | Volteggio 1 | Volteggio 1 | Volteggio 2 | Volteggio 2 | Volteggio 2 | Volteggio 2 | Totale |
| Pos | Atleta            | Punteggio A | Punteggio B | Penalità    | Tot         | Punteggio A | Punteggio B | Penalità    | Tot         | Totale |
| --- | ----------------- | ----------- | ----------- | ----------- | ----------- | ----------- | ----------- | ----------- | ----------- | ------ |
| 1   | Marian Drăgulescu | 7.000       | 9.625       |             | 16.625      | 7.200       | 9.700       |             | 16.900      | 16.762 |
| 2   | Thomas Bouhail    | 7.000       | 9.625       |             | 16.625      | 7.000       | 9.700       |             | 16.700      | 16.662 |
| 3   | Leszek Blanik     | 7.000       | 9.700       |             | 16.700      | 7.000       | 9.475       |             | 16.475      | 16.587 |
| 4   | Dmitry Kasperovič | 7.000       | 9.500       |             | 16.500      | 7.000       | 9.675       |             | 16.675      | 16.587 |
| 5   | Flavius Koczi     | 7.000       | 9.600       |             | 16.600      | 7.00        | 9.575       |             | 16.575      | 16.587 |
| 6   | Anton Golocuckov  | 7.000       | 9.550       |             | 16.550      | 7.000       | 9.600       |             | 16.600      | 16.575 |
| 7   | Benoît Caranobe   | 7.000       | 9.500       |             | 16.500      | 7.000       | 9.375       |             | 16.375      | 16.437 |
| 8   | Isaac Botella     | 6.600       | 9.450       |             | 16.050      | 6.600       | 9.500       |             | 16.100      | 16.075 |

#### Riserve
- Kyle Shewfelt (6.600 A, 9.750 B)
- Fabian Hambüchen (6.600 A, 9.700 B)
- Vlasios Maras (6.600 A, 9.425 B, 0.100 Penalità)

### Parallele
| Pos | Atleta           | Punteggio A | Punteggio B | Penalità | Totale |
| --- | ---------------- | ----------- | ----------- | -------- | ------ |
| 1st | Li Xiaopeng      | 6.900       | 9.525       |          | 16.425 |
| 2nd | Nikolaj Krjukov  | 6.800       | 9.375       |          | 16.175 |
| 3rd | Anton Fokin      | 6.800       | 9.350       |          | 16.150 |
| 4th | Yoo Won-Chul     | 7.000       | 9.150       |          | 16.150 |
| 5th | Mitja Petkovšek  | 6.600       | 9.525       |          | 16.125 |
| 6th | Yang Tae-Young   | 7.000       | 9.100       |          | 16.100 |
| 7th | Huang Xu         | 7.000       | 9.075       |          | 16.075 |
| 8th | Fabian Hambüchen | 6.900       | 6.900       |          | 16.050 |

### Sbarra
| Pos | Atleta           | Punteggio A | Punteggio B | Totale |
| --- | ---------------- | ----------- | ----------- | ------ |
| 1st | Fabian Hambüchen | 7.000       | 9.200       | 16.200 |
| 2nd | Igor Cassina     | 6.800       | 9.200       | 16.000 |
| 3rd | Yann Cucherat    | 6.900       | 8.950       | 15.850 |
| 4th | Epke Zonderland  | 7.100       | 8.650       | 15.750 |
| 5th | Zou Kai          | 7.000       | 8.600       | 15.600 |
| 6th | Jonathan Horton  | 6.400       | 9.175       | 15.575 |
| 7th | Hiroyuki Tomita  | 6.600       | 8.950       | 15.550 |
| 8th | Takuya Nakase    | 6.600       | 8.850       | 15.450 |

### Anelli
| Pos | Atleta                   | Punteggio A | Punteggio B | Totale |
| --- | ------------------------ | ----------- | ----------- | ------ |
| 1st | Chen Yibing              | 7.300       | 9.225       | 16.525 |
| 2nd | Jordan Jovčev            | 7.300       | 8.975       | 16.275 |
| 3rd | Oleksandr Vorobjov       | 7.200       | 9.050       | 16.250 |
| 4th | Yang Wei                 | 7.300       | 8.925       | 16.225 |
| 5th | Matteo Morandi           | 7.100       | 8.925       | 16.025 |
| 6th | Andrea Coppolino         | 6.800       | 9.175       | 15.975 |
| 7th | Danny Pinheiro Rodrigues | 7.200       | 8.600       | 15.800 |
| 8th | Robert Stănescu          | 7.000       | 8.750       | 15.750 |

### Cavallo
| Pos | Atleta                       | Punteggio A | Punteggio B | Totale |
| --- | ---------------------------- | ----------- | ----------- | ------ |
| 1st | Xiao Qin                     | 6.400       | 9.600       | 16.000 |
| 2nd | Jose Luis Fuentes Bustamante | 6.500       | 9.025       | 15.525 |
| 3rd | Filip Ude                    | 6.400       | 9.075       | 15.475 |
| 4th | Yang Wei                     | 6.100       | 9.325       | 15.425 |
| 5th | Louis Smith                  | 6.500       | 8.825       | 15.325 |
| 6th | Alexander Artemev            | 6.100       | 9.150       | 15.250 |
| 7th | Hiroyuki Tomita              | 6.100       | 9.075       | 15.175 |
| 8th | Kim Ji-Hoon                  | 6.100       | 9.075       | 15.175 |

## 1º Gruppo

### Squadre
| Pos | Nazione     | Corpo libero | Cavallo      | Anelli       | Volteggio    | Parallele    | Sbarra       | Totale  |
| --- | ----------- | ------------ | ------------ | ------------ | ------------ | ------------ | ------------ | ------- |
| 1   | Stati Uniti | 59.900 (2nd) | 57.325 (1st) | 60.550 (2nd) | 63.850 (2nd) | 62.300 (1st) | 61.275 (1st) | 365.200 |
| 2   | Spagna      | 61.000 (1st) | 56.650 (3rd) | 60.150 (3rd) | 63.950 (1st) | 59.350 (2nd) | 56.825 (3rd) | 357.925 |
| 3   | Italia      | 57.250 (3rd) | 56.950 (2nd) | 61.875 (1st) | 63.125 (3rd) | 57.225 (3rd) | 59.075 (2nd) | 355.500 |

### Individuale
| Pos | Ginnasta           | Corpo libero | Cavallo | Anelli | Volteggio | Parallele | Sbarra | Totale |
| --- | ------------------ | ------------ | ------- | ------ | --------- | --------- | ------ | ------ |
| 1   | Jonathan Horton    | 15.350       | 13.925  | 15.325 | 15.950    | 15.525    | 15.575 | 91.650 |
| 2   | Rafael Martínez    | 15.550       | 14.800  | 14.325 | 15.750    | 15.100    | 15.275 | 90.800 |
| 3   | Alexander Artemev  | 14.875       | 15.250  | 13.675 | 15.825    | 15.175    | 14.925 | 89.725 |
| 4   | Anton Fokin        | 14.325       | 14.725  | 14.825 | 15.625    | 16.150    | 13.625 | 89.275 |
| 5   | Daniel Keatings    | 14.900       | 15.175  | 13.775 | 15.625    | 14.900    | 14.575 | 88.950 |
| 6   | Enrico Pozzo       | 14.800       | 14.325  | 14.250 | 15.700    | 14.750    | 14.850 | 88.675 |
| 7   | Alexander Shatilov | 15.600       | 13.825  | 14.075 | 15.575    | 14.500    | 14.225 | 87.800 |
| 8   | Matteo Morandi     | 14.175       | 13.700  | 16.025 | 16.100    | 13.725    | 13.850 | 87.575 |
| 9   | Claudio Capelli    | 13.600       | 14.475  | 14.375 | 15.325    | 14.100    | 14.675 | 86.550 |
| 10  | Sergio Muñoz       | 14.575       | 12.700  | 15.150 | 16.100    | 13.675    | 13.300 | 85.500 |
| 11  | Louis Smith        | 13.700       | 15.325  | 13.325 | 15.375    | 13.425    | 14.175 | 85.325 |
| 12  | Jorge Hugo Giraldo | 14.200       | 13.350  | 13.950 | 15.150    | 14.025    | 13.975 | 84.650 |
| 13  | Mohamed Srour      | 13.450       | 13.250  | 12.675 | 15.325    | 12.375    | 14.125 | 81.200 |
| 14  | Joseph Hagerty     | 15.275       | 13.925  | N/A    | 15.700    | 15.350    | 15.400 | 75.650 |
| 15  | Justin Spring      | 14.400       | N/A     | 14.175 | 15.900    | 15.800    | 15.375 | 75.650 |
| 16  | Raj Bhavsar        | 14.175       | 14.050  | 15.325 | 16.175    | 15.625    | N/A    | 75.350 |
| 17  | Iván San Miguel    | N/A          | 13.775  | 15.200 | 16.050    | 14.375    | 14.525 | 73.925 |
| 18  | Manuel Carballo    | 14.650       | 14.475  | 14.900 | N/A       | 15.275    | 13.025 | 72.325 |
| 19  | Andrea Coppolino   | 14.025       | 12.925  | 15.975 | 14.825    | 13.675    | N/A    | 71.425 |
| 20  | Matteo Angioletti  | 14.250       | N/A     | 15.625 | 16.500    | N/A       | 13.575 | 59.950 |
| 21  | Isaac Botella      | 14.975       | 13.600  | 14.900 | 16.050    | N/A       | N/A    | 59.525 |
| 22  | Gervasio Deferr    | 15.825       | N/A     | N/A    | 15.075    | 14.600    | 13.725 | 59.225 |
| 23  | Alberto Busnari    | 13.525       | 15.125  | N/A    | N/A       | 14.625    | 14.375 | 57.650 |
| 24  | Kai Wen Tan        | N/A          | 14.100  | 15.725 | N/A       | N/A       | 14.425 | 44.250 |
| 25  | Igor Cassina       | N/A          | 13.800  | N/A    | 0.000     | 14.125    | 16.000 | 43.925 |
| 26  | Nashwan Al-Harazi  | 13.250       | 12.525  | N/A    | 15.400    | N/A       | N/A    | 41.175 |
| 27  | Vlasios Maras      | N/A          | N/A     | N/A    | 15.925    | N/A       | 13.975 | 29.900 |
| 28  | Ilia Giorgadze     | 14.625       | N/A     | N/A    | N/A       | 15.150    | N/A    | 29.775 |
| 29  | Christoph Schärer  | N/A          | 13.150  | N/A    | N/A       | N/A       | 15.350 | 28.500 |
| 30  | Leszek Blanik      | N/A          | N/A     | N/A    | 16.700    | N/A       | N/A    | 16.700 |
| 31  | Epke Zonderland    | N/A          | N/A     | N/A    | N/A       | N/A       | 15.750 | 15.750 |